# Mlynářská slať

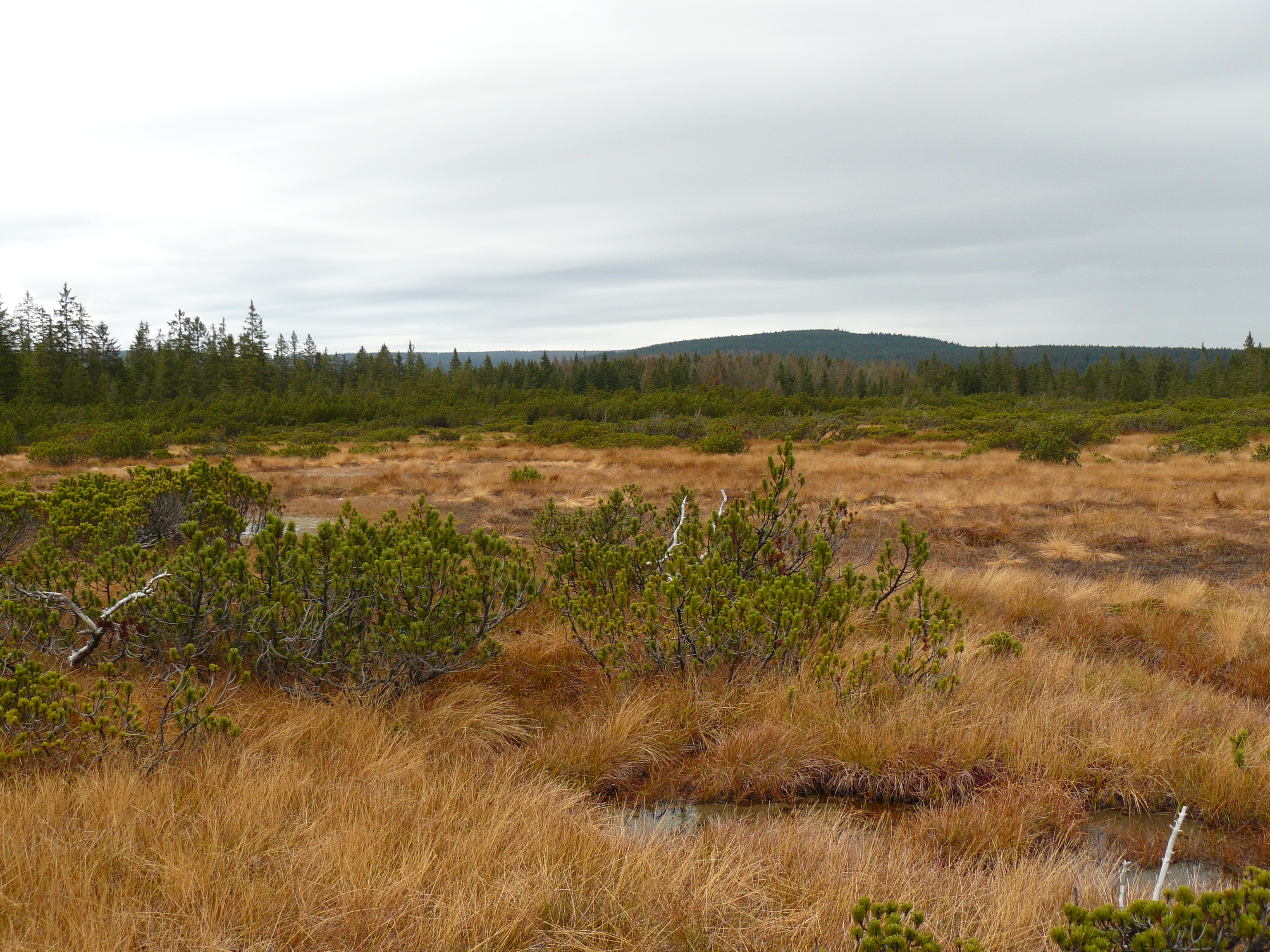
Slať s Oblíkem v pozadí

Mlynářská slať je komplex rašelinišť v 1. zóně Národního parku Šumava, v nepřístupných Modravských slatích. Rozloha slatě je 132 ha. Vodu z něj odvádí Roklanský potok a Slatinný potok. Rašeliniště se dělí na Přední a Zadní Mlynářskou slať, někdy se od ní také odděluje Rybárenská slať, podél které vede červeně značená turistická trasa Modrava–Javoří pila. To je také jediná možnost jak slať spatřit.

## Vegetace
Porost slatě tvoří převážně klečové formy borovic, podmáčené smrčiny, místy různé druhy trav s rašeliníkem. Ve slati se nachází mnoho jezírek, kolem kterých rostou i masožravé rosnatky okrouhlolisté a barví okolí do červena.

## Poloha
Slať ze tří stran obepíná Roklanský potok a tvoří tak její hranici. Nejvyšší bod Přední Mlynářská slať se nachází uprostřed slatě, dosahuje výšky 1062 m n. m. a jde o samostatný vrchol podle kritérií projektu Tisícovky Čech, Moravy a Slezska. Z bezlesé části slatě je vidět vrchol Oblík.